# Elecciones a la Asamblea de Extremadura de 1983
Las primeras elecciones a la Asamblea de Extremadura tuvieron lugar el 8 de mayo de 1983, coincidiendo con las elecciones a los parlamentos de todas las comunidades autónomas salvo Andalucía, Cataluña, Galicia y País Vasco. Se presentaron siete candidaturas en total: PSOE, la coalición AP-PDP-UL, CDS (solo por Cáceres), PCE, Extremadura Unida, Bloque Popular de Extremadura (solo por Cáceres) y la coalición entre PCEU y PCOE (solo por Badajoz). Esta primera Asamblea tendría que elegir al primer presidente de la Junta de Extremadura. La presidencia de la Junta preautonómica era ostentada por el socialista Juan Carlos Rodríguez Ibarra
Con un censo de 786.200 electores, los votantes fueron 565.244 (71,9%) y 220.956 las abstenciones (28,1%).

## Resultados
El PSOE ganó por mayoría absoluta, y consiguió el nombramiento de su candidato, Juan Carlos Rodríguez Ibarra, como presidente de la Junta. Además del PSOE, sólo la coalición AP-PDP-UL, Extremadura Unida y el PCE obtuvieron representación. Se contabilizaron 2.622 (0,5%) votos en blanco.
| Elecciones a la Asamblea de Extremadura de 1983 → |                                                                                    |                              |         |       |         |     |
| Presidente y gobierno | Partido                                                                            | Candidato                    | Votos   | %     | Escaños | +/- |
| - Presidente: Juan Carlos Rodríguez Ibarra - Gobierno: PSOE - Censo: 786.200 - Votantes: 565.244 (71,9%) - Abstención: 220.956 (28,1%) - Válidos: 560.091 - A candidatura: 557.469 (99,5%) | Partido Socialista Obrero Español (PSOE)                                           | Juan Carlos Rodríguez Ibarra | 296.939 | 53,27 | 35      |     |
| - Presidente: Juan Carlos Rodríguez Ibarra - Gobierno: PSOE - Censo: 786.200 - Votantes: 565.244 (71,9%) - Abstención: 220.956 (28,1%) - Válidos: 560.091 - A candidatura: 557.469 (99,5%) | AP-PDP-UL                                                                          | Adolfo Díaz-Ambrona          | 168.606 | 30,24 | 20      |     |
| - Presidente: Juan Carlos Rodríguez Ibarra - Gobierno: PSOE - Censo: 786.200 - Votantes: 565.244 (71,9%) - Abstención: 220.956 (28,1%) - Válidos: 560.091 - A candidatura: 557.469 (99,5%) | Extremadura Unida (EU)                                                             | Pedro Cañada                 | 47.504  | 8,52  | 6       |     |
| - Presidente: Juan Carlos Rodríguez Ibarra - Gobierno: PSOE - Censo: 786.200 - Votantes: 565.244 (71,9%) - Abstención: 220.956 (28,1%) - Válidos: 560.091 - A candidatura: 557.469 (99,5%) | Partido Comunista de España (PCE)                                                  | Manuel Pareja                | 36.294  | 6,51  | 4       |     |
| - Presidente: Juan Carlos Rodríguez Ibarra - Gobierno: PSOE - Censo: 786.200 - Votantes: 565.244 (71,9%) - Abstención: 220.956 (28,1%) - Válidos: 560.091 - A candidatura: 557.469 (99,5%) | Centro Democrático y Social (CDS)                                                  |                              | 4.414   | 0,79  | 0       |     |
| - Presidente: Juan Carlos Rodríguez Ibarra - Gobierno: PSOE - Censo: 786.200 - Votantes: 565.244 (71,9%) - Abstención: 220.956 (28,1%) - Válidos: 560.091 - A candidatura: 557.469 (99,5%) | Bloque Popular de Extremadura (BPEX)                                               |                              | 2.249   | 0,40  | 0       |     |
| - Presidente: Juan Carlos Rodríguez Ibarra - Gobierno: PSOE - Censo: 786.200 - Votantes: 565.244 (71,9%) - Abstención: 220.956 (28,1%) - Válidos: 560.091 - A candidatura: 557.469 (99,5%) | Partido Comunista Obrero Español-Partido Comunista de España Unificado (PCOE-PCEU) |                              | 569     | 0,06  | 0       |     |
| - Presidente: Juan Carlos Rodríguez Ibarra - Gobierno: PSOE - Censo: 786.200 - Votantes: 565.244 (71,9%) - Abstención: 220.956 (28,1%) - Válidos: 560.091 - A candidatura: 557.469 (99,5%) | En blanco                                                                          | N/A                          | 2.622   | 0,5   | N/A     | N/A |
| - Presidente: Juan Carlos Rodríguez Ibarra - Gobierno: PSOE - Censo: 786.200 - Votantes: 565.244 (71,9%) - Abstención: 220.956 (28,1%) - Válidos: 560.091 - A candidatura: 557.469 (99,5%) | Nulos                                                                              | N/A                          |         |       | N/A     | N/A |

### Elección e investidura del Presidente de la Junta
| Candidato                                                         | Fecha                                                  | Voto       |    |  |   |   | Total |
| ----------------------------------------------------------------- | ------------------------------------------------------ | ---------- | -- |  | - | - | ----- |
| Juan Carlos Rodríguez Ibarra (PSOE)                               | 7 de junio de 1983 Mayoría requerida: Absoluta (33/65) | Sí         | 35 |  |   | 3 | 38/65 |
| Juan Carlos Rodríguez Ibarra (PSOE)                               | 7 de junio de 1983 Mayoría requerida: Absoluta (33/65) | No         |    |  | 6 |   | 6/65  |
| Juan Carlos Rodríguez Ibarra (PSOE)                               | 7 de junio de 1983 Mayoría requerida: Absoluta (33/65) | Abstención |    |  |   |   | 0/65  |
| Faltaron a la votación 21 diputados: 20 de AP-PDP-UL y 1 del PCE. |                                                        |            |    |  |   |   |       |